# آمیخته‌خزنده
آمیخته‌خزنده (نام علمی: Mixosaurus) نام یک سرده از راسته ماهی‌خزنده‌سانان است.
آمیخته‌سوسمار یا آمیخته‌خزنده، یکی از قدیمی‌ترین اعضای شناخته‌شده‌ی گروه ماهی‌خزندگان، در تریاسه‌ی دیرین در همه‌جای دنیا دیده می‌شد و ویژگی‌های متمایزکننده طرح بدنی ماهی‌خزندگان، که شبیه طرح بدنی دلفین‌های امروزی بود، را داشت: پوزه‌اش دراز و باریک بود، تنه‌اش روان‌رو بود، پاهایش به‌نوعی پارو تبدیل شده بودند، دمش قطور بود و باله‌ای ظهری داشت به ثابت ماندنش در آب کمک می‌کرد.
تردیدی نیست که آمیخته‌سوسمار شناگری سریع بود و از سرعتش برای حمله‌ی ناگهانی به دسته‌های ماهی‌ها، که غذای اصلیش بودند، استفاده می‌کرد. در مقایسه با بیشتر ماهی‌خزندگان، آمیخته‌سوسمار کوچک بود و طولش اغلب به ۱ متر نمی‌رسید، اما خویشاوندان آینده‌اش بیشتر از چهار برابر آن بودند. آمیخته‌سوسمار فقط یکی از کوچک‌ترین ماهی‌خزندگان نبود، بلکه یکی از ابتدایی‌ترین‌هایشان هم بود. در واقع، این جانور را آمیخته‌سوسمار نامیدند، چون «گئورگ باور»، دیرینه‌شناس آلمانی که برای نخستین بار آن را مطالعه کرد، معتقد بود این جانور «آمیزه»ای از ویژگی‌های ابتدایی و پیشرفته را دارد.